# Чемберлен, Оуэн
О́уэн Че́мберлен (англ. Owen Chamberlain; 10 июля 1920, Сан-Франциско, США — 28 февраля 2006, Беркли, США) — американский физик, член Национальной академии наук США (1960), лауреат Нобелевской премии по физике 1959 года «за открытие антипротона» совместно с Эмилио Сегре.

## Биография
Изучал физику в Дартмутском колледже, после этого поступил в Калифорнийский университет в Беркли. После вступления США во Вторую мировую войну присоединился к Манхэттенскому проекту в качестве студента-добровольца. Вместе с научной группой Сегре изучал возможность использования спонтанного деления изотопов урана и плутония. Администраторы проекта не считали участие 23-летнего студента необходимым и трижды пытались исключить его из проекта. Оуэн присутствовал на испытательном полигоне Тринити во время взрыва первой атомной бомбы.
В 1946 году Чемберлен продолжил обучение в докторантуре Чикагского университета под руководством Энрико Ферми. В это время он сосредоточился на экспериментальной физике. Провёл успешный эксперимент по дифракции медленных нейтронов в жидкостях, в результате чего получил докторскую степень.
В 1948 году, ещё до присуждения докторской степени он вернулся в Беркли, приняв должность преподавателя физики. В Беркли он присоединился к Rad Lab под руководством Лоуренса. В 1954 году Лоуренс ввёл в эксплуатацию ускоритель Беватрон, что позволило начать эксперименты по поиску антипротона. Команда, которую возглавляли Сегре и Чемберлен, добилась успеха в сентябре 1955 года, результаты были опубликованы в октябре. Следующий период деятельности Чемберлена был посвящён фоторегистрации аннигиляций антипротона с протоном.
В 1957 году Чемберлен получил стипендию Гуггенхайма, что позволило ему продолжить исследования антипротона на физическом факультете Римского университета, взаимодействуя с Эдоардо Амальди. Вернувшись в Беркли, Чемберлен получил звание профессора физики.

## Личная жизнь
С первой женой, Беатрис Бабетт Купер, у Чемберлена было три дочери и сын. Брак был заключён в 1943 году и расторгнут в 1978 году. Вторая его жена, Джун Стейнгарт Гринфилд, умерла в 1991 году. Его жена Сента Пью-Чемберлен пережила Оуэна.